# Audiogramme

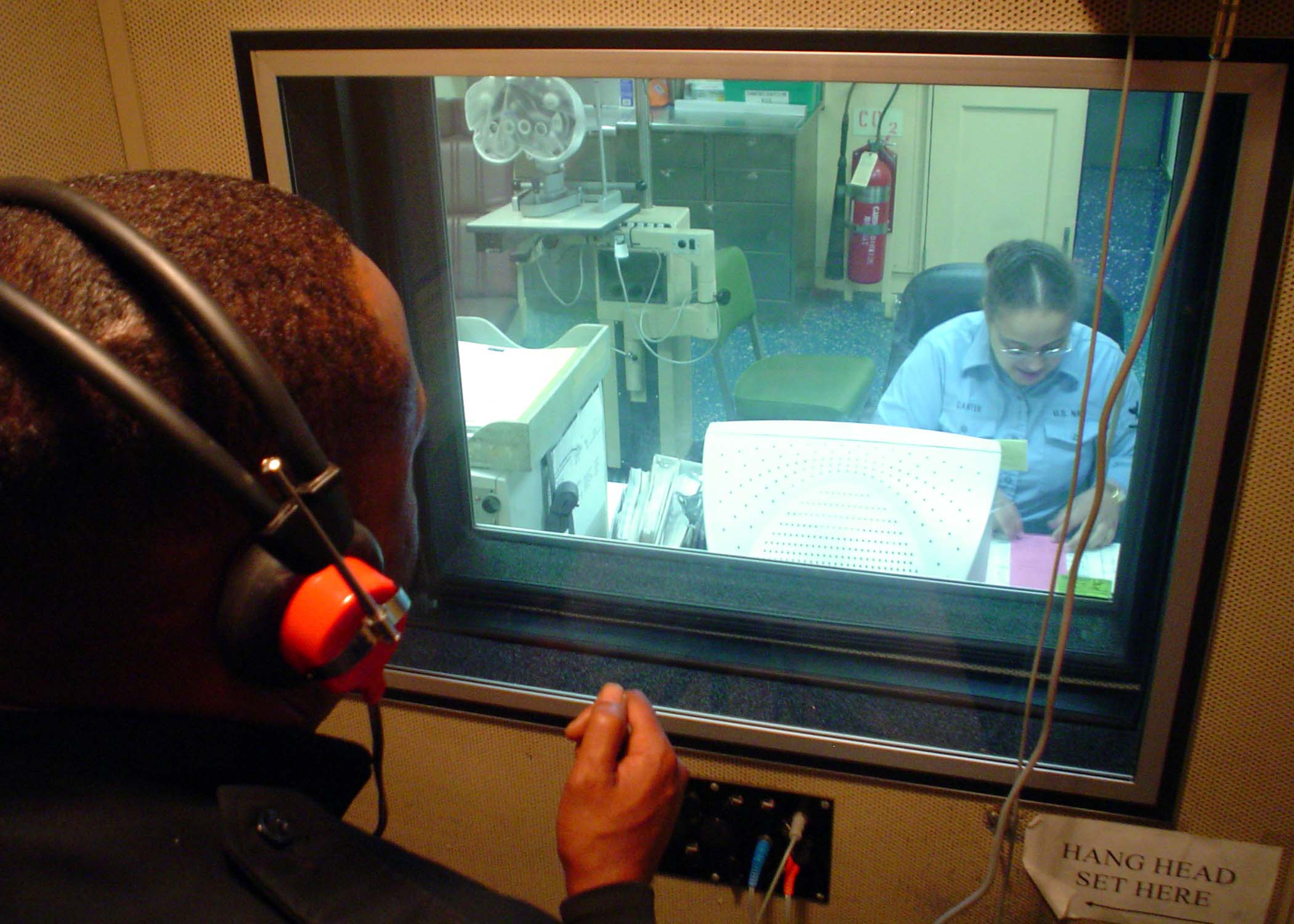
Réalisation d'un audiogramme

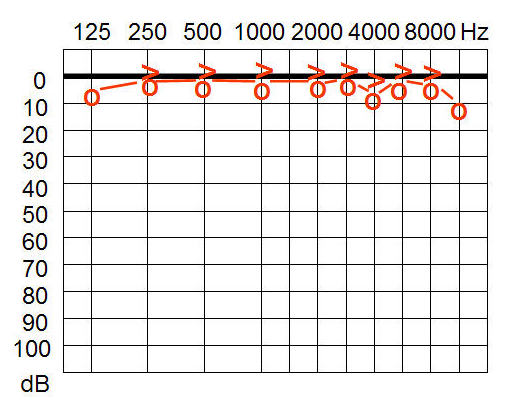
Exemple d'audiogramme

Le terme audiogramme désigne un graphique, utilisé en audiométrie tonale, qui permet de visualiser la capacité auditive d'un sujet.

## Principe de fonctionnement
L'audiogramme tonal se base généralement sur des sons purs à fréquences choisies arbitrairement et conventionnellement (à 125 Hz, 250 Hz, 500 Hz, 750 Hz, 1 000 Hz, 1 500 Hz, 2 000 Hz, 3 000 Hz, 4 000 Hz, 6 000 Hz, 8 000 Hz, 15 000 Hz). On mesure le seuil de l'audition pour ces différentes fréquences. On le fait en adressant le son tour à tour à chaque oreille au moyen d'un casque ou de haut-parleurs (audiogramme en voie aérienne) puis par un vibreur appliqué sur le crâne de chaque côté (audiogramme en voie osseuse).
Sur l'exemple, un audiogramme qui résulte une très bonne audition. 
On compare ensuite ces résultats au seuil normal pour les mêmes fréquences, de façon à déterminer le déficit auditif et à étudier l'audiogramme qui représente graphiquement ce déficit en fonction de la fréquence.
L'audiogramme peut aussi rechercher les seuils d'inconfort : pour chaque fréquence, on détermine le niveau sonore où l'individu ressent une gêne auditive. On peut ainsi mettre en évidence la présence d'une hyperacousie.
On peut utiliser dans certains cas un système semi-automatique (Von Békésy) qui a été perfectionné par une équipe toulousaine (Pr Azaïs, Pr Josserand, Dr Auriol) pour aboutir au brevet (INRS no 89 080397) de C. Meyer-Bisch : l'Audioscan (commercialisé par Essilor).
On utilise un balayage fréquentiel asservi à niveau constant, augmenté progressivement et partant systématiquement de non-entendu vers entendu. Les plages de fréquences balayées et les niveaux explorés sont commandés automatiquement par un système lui-même asservi aux réponses du sujet examiné. C'est-à-dire que :
- le système effectue un premier balayage fréquentiel à un niveau de référence constant ;
- le sujet tient appuyée une commande aussi longtemps qu'il entend quelque chose et la relâche lorsqu'il ne perçoit plus aucun son ;
- si une zone de « silence » (dite de « non audition ») est détectée, le programme mémorisera la fréquence à partir de laquelle le sujet n'entend plus rien et la fréquence à partir de laquelle il entend de nouveau quelque chose.
- le programme détermine alors la fréquence centrale de cette zone de silence et partant de celle-ci, il va effectuer un nouveau balayage fréquentiel mais avec un niveau de diffusion supérieur de 5 dB par exemple.

Des méthodes n'impliquant pas une réponse intentionnelle du sujet existent aussi : 
- les potentiels évoqués auditifs ou PEA ;
- les oto émissions acoustiques ou OEA dont la mesure résulte des travaux très complets de Kemp et de Wilson. Ils ont montré que si le système auditif fonctionne, l'oreille répond par une sorte d'écho à tout son audible qui lui est adressé. Cette mesure n'est cependant pas suffisante pour assurer que la personne entende et peut être couplée avec une mesure de potentiels évoqués pour établir un diagnostic plus fiable.